# Bahnhof Halkalı

Der Bahnhof Halkalı ist ein Bahnhof der Türkiye Cumhuriyeti Devlet Demiryolları in Halkalı, einer westlichen Vorstadt Istanbuls (Türkei).
Der Bahnhof ist Ausgangspunkt internationaler, inländischer und regionaler Züge westwärts ab diesem Bahnhof sowie für Züge nach Osten in den asiatischen Teil des Landes.

## Geschichte
Die Chemins de fer Orientaux nahmen den Bahnhof am 22. Juli 1872 zusammen mit dem Abschnitt Küçükçekmece–Hadımköy der Bahnstrecke İstanbul Sirkeci–Swilengrad in Betrieb.
Für den Istanbuler Vorortverkehr wurde der Bahnhof elektrifiziert und der elektrische Betrieb am 4. Dezember 1955 aufgenommen.
Ab dem Sommer 2013 war der Bahnhof Halkalı für Ausbauten für das Marmaray-Projekt geschlossen und wurde im Dezember 2015 im Güterverkehr wiedereröffnet.
Eine Strecke der Metro Istanbul vom Flughafen Istanbul mit der Endstation Halkalı zur Verbindung des Flughafens mit Marmaray in Halkalı ist in Bau[veraltet].